# Tragédie du stade Atatürk de Kayseri
La tragédie du stade Atatürk de Kayseri est survenue le 17 septembre 1967 au stade Atatürk à Kayseri en Turquie et constitue l'une des tragédies les plus meurtrières de l'histoire du football due au hooliganisme. Des affrontements entraînant un mouvement de foule font 40 morts et plus de 300 blessés.
Lors d’une rencontre au sommet de la deuxième division du championnat turc de football opposant le Kayseri Erciyesspor au Sivasspor, disputée devant environ 21 000 spectateurs, de nombreux supporters visiteurs n’avaient pu accéder au stade en raison d’un nombre de places insuffisant. Après vingt minutes de jeu, alors que Kayseri avait ouvert le score, une altercation éclata entre plusieurs joueurs sur le terrain.
Cet incident provoqua des affrontements dans les tribunes, où des supporters commencèrent à se lancer des projectile.Cherchant à échapper aux jets d’objets, un grand nombre de supporters visiteurs envahirent la pelouse, mais furent repoussés par les forces de l’ordre. Dans la confusion, beaucoup tentèrent de rejoindre les sorties des tribunes, provoquant un mouvement de panique qui entraîna la mort de 41 personnes et fit plus de 600 blessés.
La rencontre fut interrompue par l’arbitre, et les joueurs demeurèrent dans les vestiaires jusqu’à minuit, craignant d’être pris à partie. Les affrontements entre supporters se poursuivirent durant toute la nuit dans les rues de la ville.

## Déroulement des faits
Les événements dans le stade ont été suivis par de nombreux jours d'émeutes durables à Sivas.